# Dalmatien-Lotwurz
Die Dalmatien-Lotwurz (Onosma visianii), auch Dalmatinische Lotwurz und Visiani-Lotwurz genannt, ist eine Pflanzenart innerhalb der Familie der Raublattgewächse (Boraginaceae). Ihr Hauptverbreitungsgebiet liegt auf der Balkanhalbinsel und in Südosteuropa.

## Beschreibung

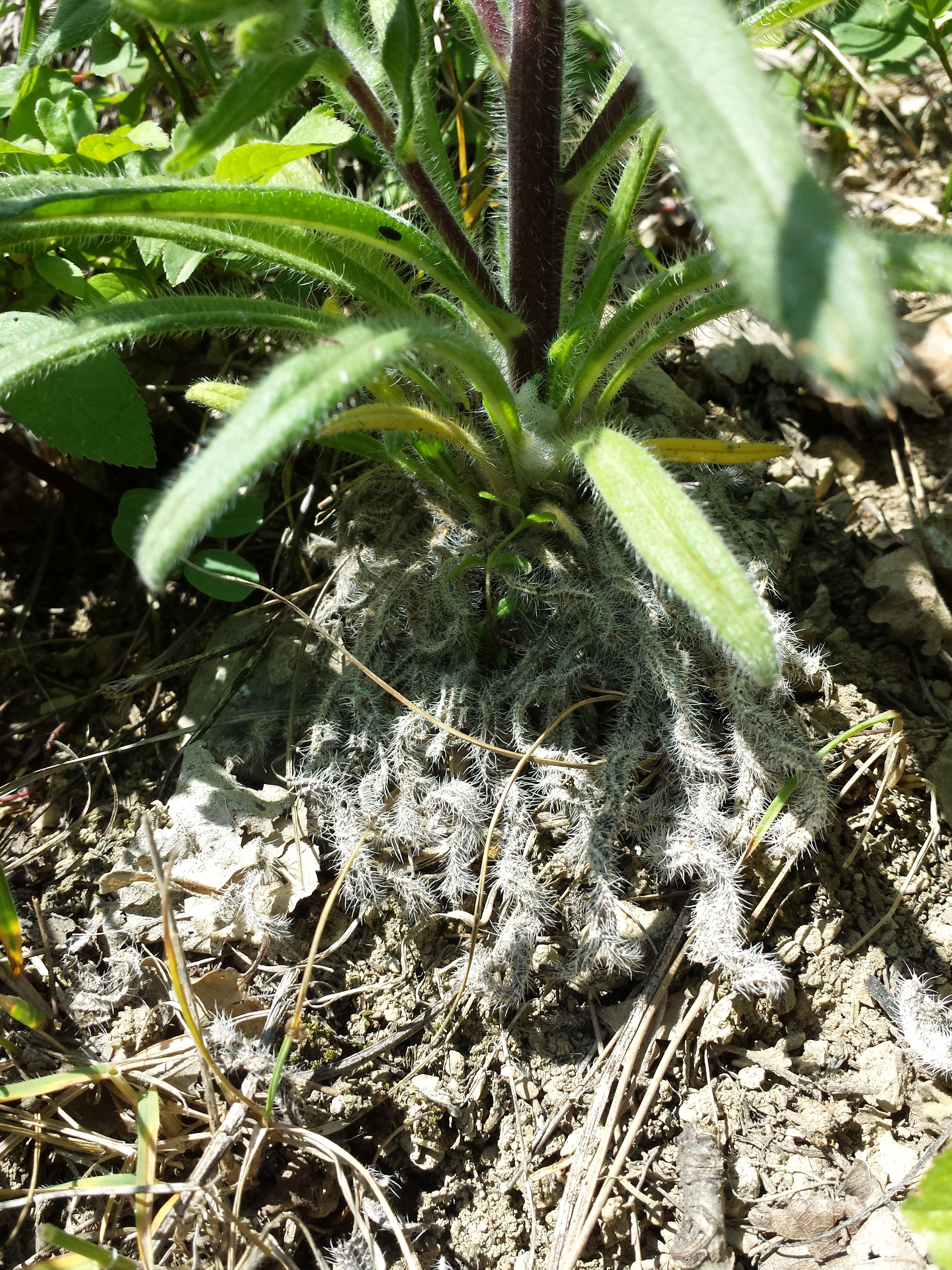
Grundständige Laubblätter und Stängel

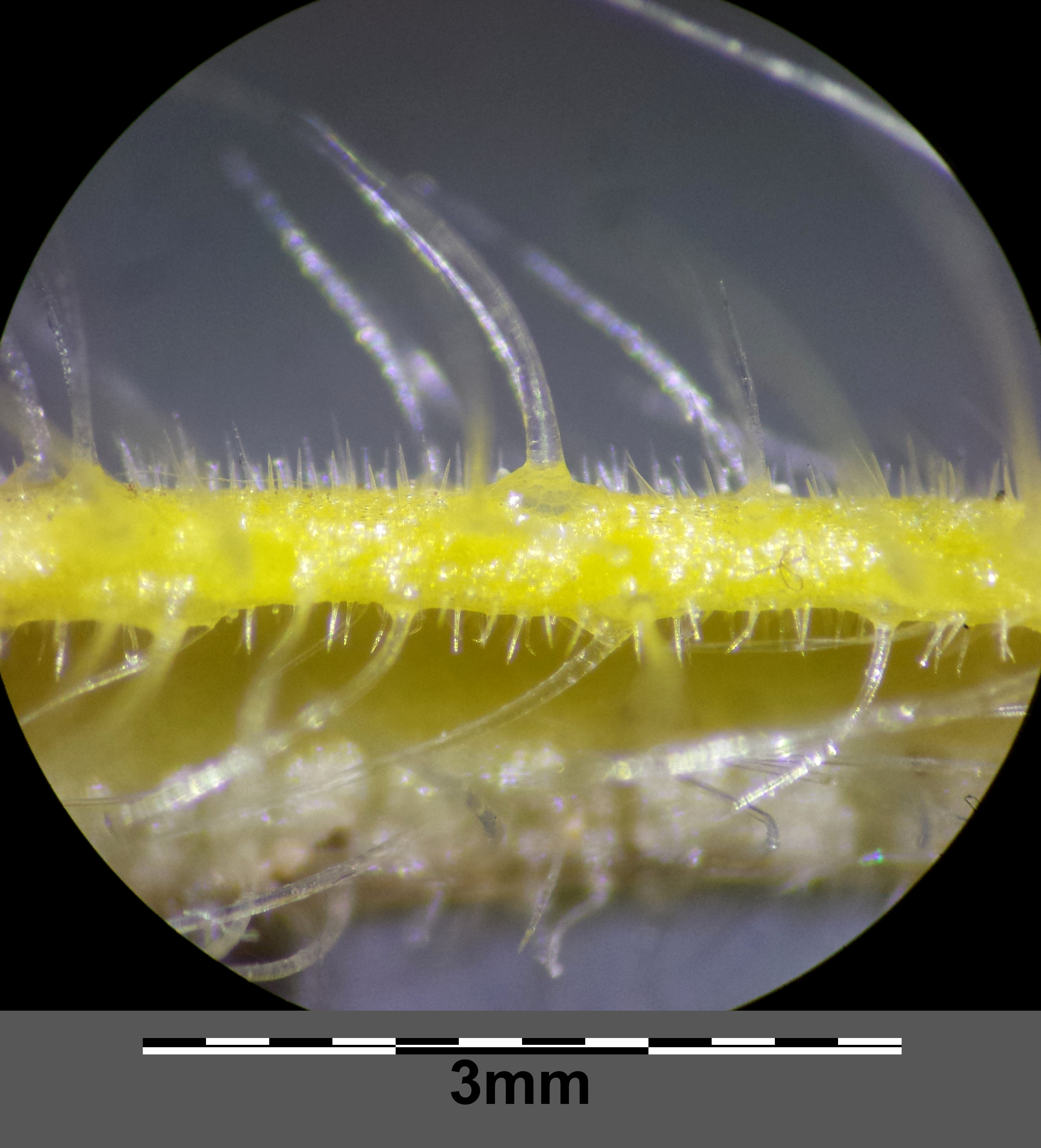
Grundblatt mit Behaarung: die Höcker der lang abstehenden Borstenhaare sind kahl.

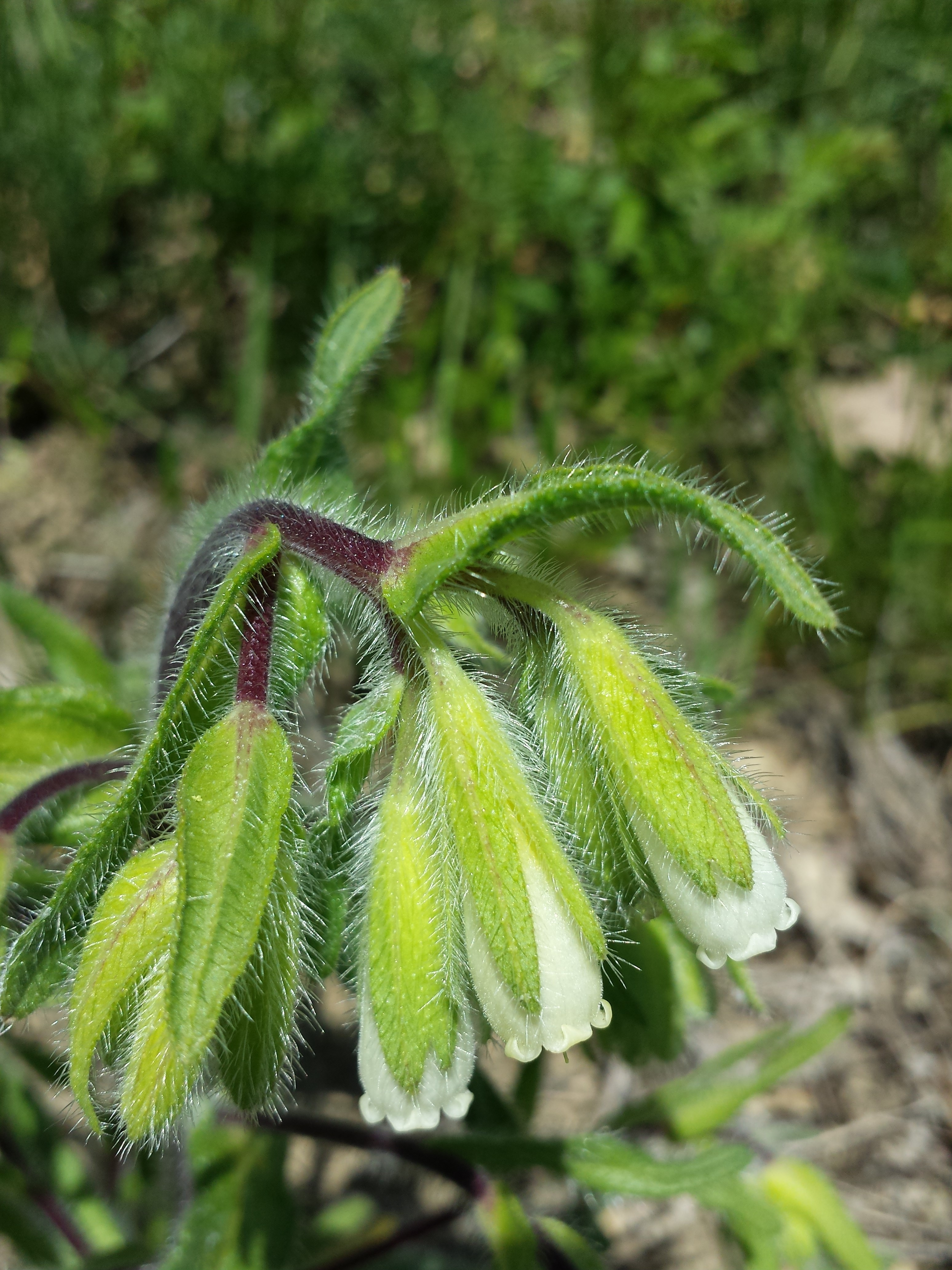
Blütenstand: zwei bis drei Kelchblätter pro Blüte sind jeweils miteinander verwachsen.

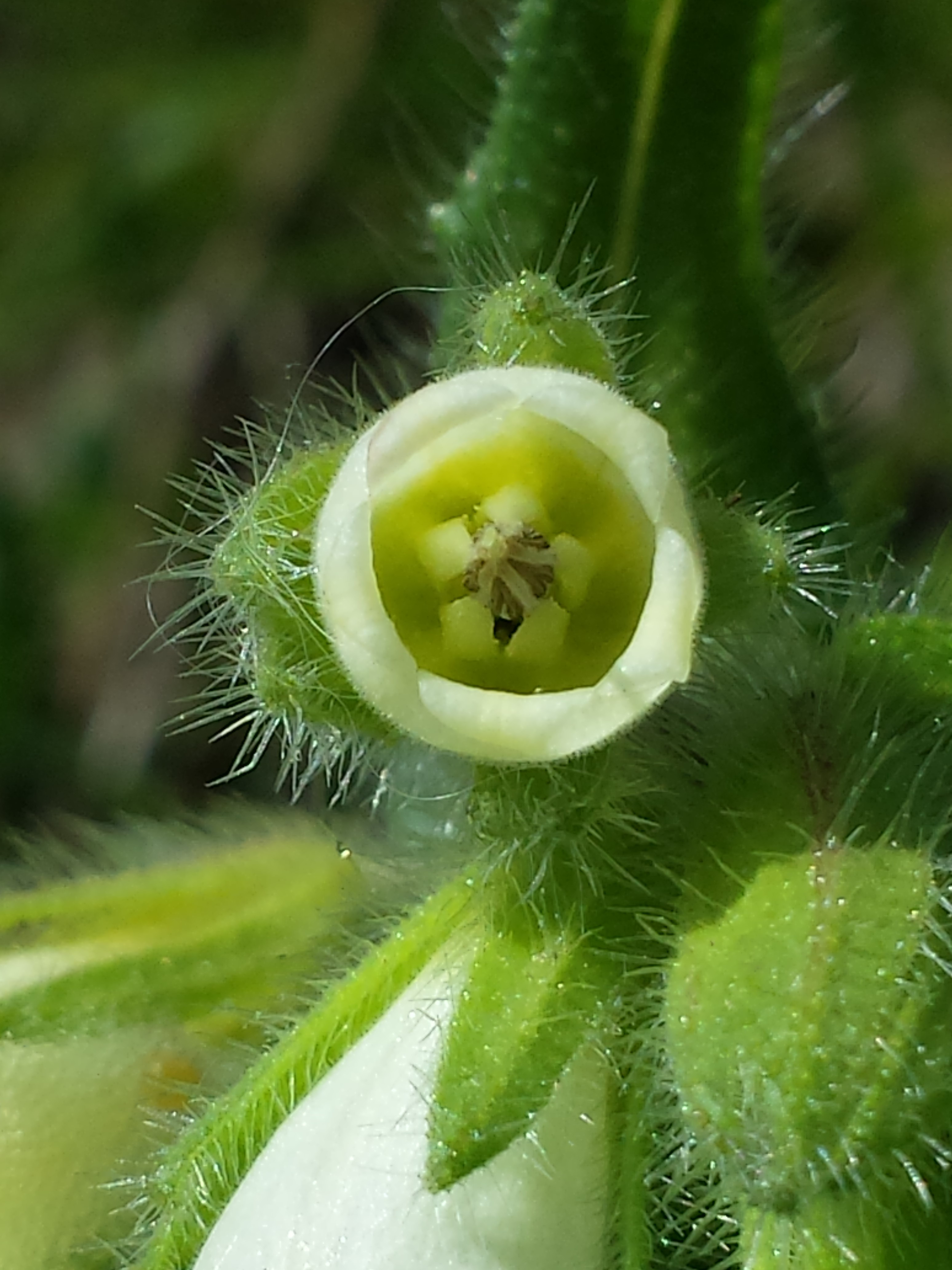
Blüte im Detail: die Staubbeutel sind der ganzen Länge nach seitlich miteinander verwachsen.

### Vegetative Merkmale
Die Dalmatien-Lotwurz wächst als zweijährige krautige Pflanze und erreicht Wuchshöhen von 30 bis 50, selten bis zu 60 Zentimetern. Je Pflanzenexemplar wird im ersten Jahr nur eine Blattrosette und keine seitlichen Blattrosetten gebildet. Ein Pflanzenexemplar besitzt im zweiten Jahr einen mehr oder weniger kugeligen Habitus. Die oberirdischen Pflanzenteile sind mit stechenden, steifen Haaren (Trichomen) besetzt, welche auf Höckern sitzen. Die Höcker der langen, abstehenden Borstenhaare sind selbst kahl, also ohne sternförmig angeordnete kurze Borstenhaare (Indument). Der einzeln aus dem Zentrum der Blattrosette entspringende, aufrechte, normalerweise dunkel-rotbraun überlaufene Stängel ist schon ab seiner Basis stark verzweigt.
Die Laubblätter sind in einer grundständigen Blattrosette und wechselständig am Stängel verteilt angeordnet. Die Grundblätter sind zur Blütezeit bereits vertrocknet. Die einfachen Grundblätter sind bei einer Länge von meist 10 bis 25 (5 bis 40) Zentimetern sowie einer Breite von 4 bis 8, selten bis zu 12 Millimetern linealisch-lanzettlich oder linealisch mit meist spitzem oberen Ende.

### Generative Merkmale
Der einzelne verzweigte Blütenstand besitzt die Form einer Thyrse. Der Blütenstiel ist 1 bis 5 Millimeter lang. Die unteren Tragblätter sind etwa so lang wie der Blütenkelch.
Die zwittrigen Blüten sind radiärsymmetrisch und fünfzählig mit doppelter Blütenhülle. Zwei oder drei der fünf Kelchblätter sind jeweils seitlich mehr oder weniger miteinander verwachsen. Der Kelch ist während der Anthese 10 bis 17 Millimeter lang und verlängert sich bis zur Fruchtreife auf 18 bis 25 Millimeter. Die fünf zuerst weißen und später blass-gelben Kronblätter sind zu einer walzlich-glockigen, 15 bis 20 Millimeter langen Krone verwachsen, die in fünf kurzen Kronzähnen endet. Die fünf Staubblätter besitzen 6 bis 9 Millimeter lange, meist völlig ganzrandige Staubbeutel, die über ihre ganzen Länge seitlich miteinander fest verbunden sind. Zwei Fruchtblätter sind zu einem oberständigen Fruchtknoten verwachsen, der durch eine falsche Scheidewand vierteilig ist.
Die Klausenfrucht zerfällt in vier einsamige Teilfrüchte, sogenannte Klausen. Die mehr oder weniger runzeligen oder winzig warzigen Klausen sind 4 bis 6 Millimeter lang.
Die Chromosomenzahl beträgt 2n = 18.

### Ökologie und Phänologie
Bei der Dalmatinischen Lotwurz handelt es sich um einen Hemikryptophyten.
Die Blühzeit reicht in Mitteleuropa von Mai bis Juni. Ein Pflanzenexemplar blüht nur einmal, stirbt dann ab und die Ausbreitung der Samen erfolgt als Steppenroller.

## Vorkommen und Gefährdung
Es gibt Fundortangaben für Österreich, Italien, Slowenien, die Slowakei, Serbien, Kosovo, Kroatien, Albanien, Bulgarien, die Krim, Ungarn, Moldawien, Rumänien, Montenegro, Griechenland und dem europäischen Teil der Türkei. Das Hauptverbreitungsgebiet der Dalmatinischen Lotwurz liegt auf der Balkanhalbinsel und in Südosteuropa. Im deutschsprachigen Raum tritt sie nur in Österreich auf. Sie ist in Mitteleuropa selten.
In Österreich sind Vorkommen nur aus dem pannonischen Gebiet Niederösterreichs bekannt. Die Dalmatinische Lotwurz gedeiht meist in Felssteppen und Trockenrasen über hartem Kalkgestein in der collinen bis teilweise submontanen Höhenstufe.
In Österreich gilt die Dalmatinische Lotwurz als „gefährdet“.

## Taxonomie
Die Erstbeschreibung von Onosma visianii erfolgte 1841 durch Giuseppe Clementi in Atti della Riunione degli Scienziati Italiana, Band 3, S. 519 (1841 publ. 1842). Das Artepitheton ehrt Roberto de Visiani (1800–1877), dem Verfasser einer Flora Dalmatica. Synonyme für Onosma visianii Clementi: Onosma calycina Fisch. & al., Onosma ampliata Velen., Onosma lipskyi Klokov, Onosma macrochaeta Klokov & Dobrocz., Onosma setosa auct. non Ledeb.